# Las Vegas Raiders
Die Las Vegas Raiders (englisch für „Las Vegas Räuber/Plünderer“) sind ein American-Football-Team der US-amerikanischen Profiliga National Football League (NFL) aus Paradise im US-Bundesstaat Nevada, einem Vorort von Las Vegas. Sie gehören gemeinsam mit den Denver Broncos, den Kansas City Chiefs und den Los Angeles Chargers der Western Division innerhalb der American Football Conference (AFC) an. Im Jahr 1960 nahmen die Raiders den Spielbetrieb in der American Football League (AFL) auf, in der sie eine Meisterschaft feierten und dreimal Divisionssieger wurden. Aufgrund der Fusion der AFL mit der NFL im Jahr 1970 schlossen sich die Raiders der NFL an. Die Raiders sind seither zwölffacher Divisionssieger und bestritten fünf Super Bowls, die sie dreimal für sich entschieden: Super Bowl XI, Super Bowl XV und Super Bowl XVIII. Die Raiders haben 16 Mitglieder in der Pro Football Hall of Fame.
Das in Oakland gegründete Team spielte von 1982 bis 1994 in Los Angeles. Am 22. Januar 2020 zog das Franchise in das Allegiant Stadium nahe Las Vegas um.

## Geschichte

### Die Anfangsjahre
Die American Football League wurde am 14. August 1959 ins Leben gerufen. Die Oakland Raiders gehörten nicht zu den acht Gründungsmitgliedern, sondern rückten erst im Januar 1960 für die in die National Football League gewechselten Minnesota Vikings nach. Ein Hauptgrund dafür war, dass kein adäquates Stadion in Oakland vorhanden war. Bis 1966 das 54.616 Zuschauer fassende Oakland Coliseum eröffnet wurde, mussten die Raiders im Kezar Stadium oder dem Candlestick Park, auf der anderen Seite der Bucht von San Francisco spielen. Die ersten Jahre der Vereinsgeschichte waren sowohl auf dem Spielfeld als auch abseits davon durch Schwierigkeiten geprägt. Das Ergebnis der ersten drei Spielzeiten war eine Bilanz mit nur neun Siegen bei 33 Niederlagen. Die Zuschauerzahlen blieben konstant unter 11.000 pro Spiel. Dies änderte sich mit der Verpflichtung von Al Davis als Head Coach und General Manager. Dem früheren Assistenz-Trainer der San Diego Chargers gelang es innerhalb kurzer Zeit, eine Erfolgsmannschaft zu formen. Hatte die Saison 1962 noch mit einem Sieg bei 13 Niederlagen geendet, folgte unter Davis 1963 ein Saisonabschluss mit 10-4 Siegen. Davis wurde prompt zum AFL Coach des Jahres gewählt. Mit den drei bekanntesten Slogans Al Davis’ „Pride and Poise“, „Commitment to Excellence“ und „Just Win, Baby“, die allesamt eingetragene Schutzmarken sind, konnten die Raiders von 1965 bis 1985 insgesamt 19 Mal die beste Abschlussbilanz der AFC West vorweisen. Während dieser Zeit gewannen sie zwölf Titel, 1967 die AFL-Meisterschaft, 1976, 1980 und 1983 die AFC-Meisterschaft sowie die Super Bowls XI, XV und XVIII. Die Raiders spielten zudem 1968 im berühmten „Heidi Game“ (43:32 gegen die New York Jets), in dem die NBC die Spielübertragung beim Stand von 29:32 abbrach und den Kinderfilm Heidi kehrt heim zeigte, so dass die TV-Zuseher die beiden Last-Minute-Touchdowns der Raiders verpassten. Unfreiwillig sorgten die Raiders dafür, dass seitdem alle Footballübertragungen in voller Länge ausgestrahlt werden. Nach seinem Einstieg bei den Raiders verließ Davis das Team 1966, um AFL Commissioner zu werden, kehrte aber 1967 zurück und übernahm das Management des Clubs. Bis zu seinem Tod 2011 befanden sich die Raiders unter seiner persönlichen Führung.

### Los Angeles Raiders
Aufgrund juristischer Auseinandersetzungen, die einige Jahre andauerten, beschloss Davis im Jahr 1982 den Umzug des Traditionsvereins in die kalifornische Metropole Los Angeles. Zwischen den Jahren 1982 und 1995 qualifizierten sich die damaligen Los Angeles Raiders siebenmal für die Play-offs und gewannen 1984 ihren dritten Super Bowl. Aufgrund der andauernden Streitigkeiten um den Bau eines neuen Stadions kehrten die Raiders im Jahr 1995 nach Oakland zurück.

### Erneuter Erfolg und Niedergang
Der Erfolg stellte sich jedoch erst mit der Verpflichtung Jon Grudens als Head Coach im Jahr 1998 erneut ein. Die ersten beiden Spielzeiten 1998 und 1999 schloss das Team unter der Regie Grudens jeweils mit einer 8-8 Bilanz ab. In der Spielzeit 2000, die erfolgreichste Saison der Raiders in diesem Jahrzehnt, wurde das Team mit einem Ergebnis von 12-4 zum ersten Mal nach zehn Jahren wieder Divisionssieger. Unter Grudens Leitung erreichten die Raiders in den Play-offs das AFC Championship Game, verloren jedoch mit 16:3 gegen den späteren Super Bowl Gewinner, die Baltimore Ravens. In der darauf folgenden Spielzeit 2001 konnten sie zum zweiten Mal in Folge die AFC Western Division gewinnen. Dem folgte jedoch eine Niederlage in den Play-offs gegen die New England Patriots aufgrund einer äußerst kontroversen Entscheidung (Tuck-Rule Game) des Schiedsrichters Walt Coleman. Im Jahr 2002 standen die Raiders erneut in einem Super Bowl. In einem einseitigen Spiel gegen die Tampa Bay Buccaneers unterlagen sie mit 21:48 ausgerechnet dem Team, zu dem Jon Gruden nach Ende der Saison 2001 gewechselt war. Von dieser deutlichen Niederlage im Super Bowl XXXVII konnten sich die Raiders nicht erholen. Die folgenden acht Spielzeiten schlossen sie allesamt mit einer negativen Bilanz ab. Besonders enttäuschend verlief die Saison 2006, in der es die Raiders unter ihrem alten und neuen Head Coach Art Shell nur auf zwei Siege in 16 Spielen brachten. Nach diesem Misserfolg wurde Shell entlassen und Lane Kiffin als neuer Head Coach vorgestellt. Aufgrund ihres schlechten Abschneidens erhielten die Raiders den ersten Pick im NFL Draft 2007, mit dem sie JaMarcus Russell als Quarterback verpflichteten. Russell wurde jedoch bereits 2009 aufgrund enttäuschender Leistungen wieder entlassen. Das Team spielte in der Saison 2007 besser und konnte vier Spiele für sich entscheiden. Im folgenden Draft sicherten sie sich mit dem vierten Pick Runningback Darren McFadden.

### Eine Ära geht zu Ende – Die turbulente Saison 2011 und der Tod von Al Davis
In der Saison 2011 konnte das Team unter seinem neuen Trainer Hue Jackson zu Beginn viele Kritiker überzeugen, indem sie mit sieben Siegen bei nur vier Niederlagen in die Saison starteten. Die Saison verlief jedoch sehr turbulent für das Team und die Raiders beendeten sie mit acht Siegen und acht Niederlagen.
Tragisch für das Team war der Ausfall des Starting-Quarterbacks Jason Campbell, auf dem große Hoffnungen für 2011 ruhten. Campbell verletzte sich im 6. Spiel gegen die Cleveland Browns und fiel für die restliche Saison aus.
Die Raiders sicherten sich daraufhin Carson Palmer von den Cincinnati Bengals im Tausch gegen zukünftige Draftpicks für die NFL Drafts 2012 und 2013.
Da es zu riskant erschien, Palmer sofort ins nächste Spiel zu schicken, schickten die Raiders daraufhin Backup-Quarterback Kyle Boller als Starter ins nächste Spiel gegen die Kansas City Chiefs. Nach einer schlechten ersten Halbzeit, in der Boller drei Interceptions warf, schickte Coach Hue Jackson nun doch Palmer ins Spiel. Palmer, der in der kurzen Zeit erst 50 % der Spielzüge kannte, warf jedoch ebenfalls drei Interceptions in der zweiten Halbzeit und die Raiders verloren das Spiel gegen die Chiefs mit 0:28.
Runningback Darren McFadden startete gut in die Saison und verhalf dem Team im dritten Spiel gegen die New York Jets mit 171 Yards Raumgewinn zum 34:24-Sieg. Jedoch verletzte er sich im Spiel gegen die Chiefs und fiel ebenfalls für die restliche Saison aus.
Das letzte Spiel der Regular Season sollte über Teilnahme an den Play-offs entscheiden. Jedoch verlor das durch die Ausfälle geschwächte Team gegen die San Diego Chargers mit 26:38 und die AFC West Rivalen Denver Broncos (ebenfalls 8-8) zogen daraufhin als Divisionsieger in die Play-offs ein.
Das bewegendste Ereignis der Saison war jedoch der Tod von Besitzer und General-Manager Al Davis im Alter von 82 Jahren. Aufgrund vieler Streitigkeiten und Klagen war Davis eine der schillerndsten und streitbarsten Figuren der National Football League.
Das erste Heimspiel nach dem Tod von Al Davis war von vielen Emotionen und Highlights geprägt. Die Raiders gewannen das Spiel mit 24:17 gegen die Cleveland Browns und widmeten dieses Spiel Al Davis. Viele Größen der Raiders-Geschichte und Prominente besuchten dieses Spiel und es wurde eine Trauerzeremonie für Al Davis gehalten. In der Halbzeit fanden sie sich in einem Kreis auf dem Emblem in der Mitte des Spielfelds ein und gedachten Davis. Dem früheren Coach John Madden war es vorbehalten, eine Gedenkfackel auf dem Plaza-Level des Stadions zu entzünden. Mark Davis, Sohn von Al Davis, erbte das Lebenswerk seines Vaters und ist seitdem neuer Besitzer der Raiders.
Nach der Saison wurde der neue General-Manager Reggie McKenzie, durch Mark Davis von den Green Bay Packers abgeworben.

### Umzug nach Las Vegas
Im Januar 2017 reichten die Raiders einen Antrag auf einen Umzug der Mannschaft von Oakland nach Las Vegas bei der NFL ein. Ende März 2017 stimmten 31 der 32 Teambesitzer dem Umzug nach Las Vegas zu, der am 22. Januar 2020 stattfand.
Am 11. Oktober 2021 trat der Headcoach Jon Gruden von seinem Posten zurück. Im Rahmen der Untersuchung von rassistischen und sexistischen Arbeitsumständen im Washington Football Team, entdeckte die NFL rassistische und homophobe Mails aus der Zeit zwischen 2011 und 2018. Da Gruden zu dieser Zeit Kommentator bei ESPN war, konnte die NFL keine Disziplinarmaßnahmen umsetzen. Der Assistent Head Coach Rich Bisaccia übernahm kommissarisch die Chef-Trainerposition.

## Platzierungen

### AFL 1960–1969
| Saison | S  | N  | U | Platzierung | Play-offs                                                                                       |
| ------ | -- | -- | - | ----------- | ----------------------------------------------------------------------------------------------- |
| 1960   | 6  | 8  | 0 | 3. AFL-West |                                                                                                 |
| 1961   | 2  | 12 | 0 | 4. AFL-West |                                                                                                 |
| 1962   | 1  | 13 | 0 | 4. AFL-West |                                                                                                 |
| 1963   | 10 | 4  | 0 | 2. AFL-West |                                                                                                 |
| 1964   | 5  | 7  | 2 | 3. AFL-West |                                                                                                 |
| 1965   | 8  | 5  | 1 | 2. AFL-West |                                                                                                 |
| 1966   | 8  | 5  | 1 | 2. AFL-West |                                                                                                 |
| 1967   | 13 | 1  | 0 | 1. AFL-West | 40:7-Sieg gegen Houston Oilers AFL Title 14:33-Niederlage gegen Green Bay Packers Super Bowl II |
| 1968   | 12 | 2  | 0 | 1. AFL-West | 41:6-Sieg gegen Kansas City Chiefs Divisional 23:27-Niederlage gegen New York Jets AFL Title    |
| 1969   | 12 | 1  | 1 | 1. AFL-West | 56:7-Sieg gegen Houston Oilers Divisional 7:17-Niederlage gegen Kansas City Chiefs AFL Title    |

### NFL seit 1970
| Saison   | S  | N  | U | Platzierung | Play-offs |
| -------- | -- | -- | - | ----------- | --- |
| 1970     | 8  | 4  | 2 | 1. AFC-West | 21:14-Sieg gegen Miami Dolphins Divisional 17:27-Niederlage gegen Baltimore Colts AFC Championship Game                                                                                           |
| 1971     | 8  | 4  | 2 | 2. AFC-West | |
| 1972     | 10 | 3  | 1 | 1. AFC-West | 7:13-Niederlage gegen Pittsburgh Steelers Divisional |
| 1973     | 9  | 4  | 1 | 1. AFC-West | 33:14-Sieg gegen Pittsburgh Steelers Divisional 10:27-Niederlage gegen Miami Dolphins AFC Championship Game                                                                                       |
| 1974     | 12 | 2  | 0 | 1. AFC-West | 28:26-Sieg gegen Miami Dolphins Divisional 13:24-Niederlage gegen Pittsburgh Steelers AFC Championship Game                                                                                       |
| 1975     | 11 | 3  | 0 | 1. AFC-West | 31:28-Sieg gegen Cincinnati Bengals Divisional 10:16-Niederlage gegen Pittsburgh Steelers AFC Championship Game                                                                                   |
| 1976     | 13 | 1  | 0 | 1. AFC-West | 24:21-Sieg gegen New England Patriots Divisional 24:7-Sieg gegen Pittsburgh Steelers AFC Championship Game 32:14-Sieg gegen Minnesota Vikings Super Bowl XI                                       |
| 1977     | 11 | 3  | 0 | 2. AFC-West | 37:31-Sieg gegen Baltimore Colts Divisional 17:20-Niederlage gegen Denver Broncos AFC Championship Game                                                                                           |
| 1978 A 1 | 9  | 7  | 0 | 2. AFC-West | |
| 1979     | 9  | 7  | 0 | 4. AFC-West | |
| 1980     | 11 | 5  | 0 | 2. AFC-West | 27:7-Sieg gegen Houston Oilers Wildcard 14:12-Sieg gegen Cleveland Browns Divisional 34:27-Sieg gegen San Diego Chargers AFC Championship Game 27:10-Sieg gegen Philadelphia Eagles Super Bowl XV |
| 1981     | 7  | 9  | 0 | 4. AFC-West | |
| 1982 A 2 | 8  | 1  | 0 | 1. AFC-West | 27:10-Sieg gegen Cleveland Browns Wildcard 14:17-Niederlage gegen New York Jets Divisional |
| 1983     | 12 | 4  | 0 | 1. AFC-West | 38:10-Sieg gegen Pittsburgh Steelers Divisional 30:14-Sieg gegen Seattle Seahawks AFC Championship Game 38:9-Sieg gegen Washington Redskins Super Bowl XVIII                                      |
| 1984     | 11 | 5  | 0 | 3. AFC-West | 7:13-Niederlage gegen Seattle Seahawks Wildcard |
| 1985     | 12 | 4  | 0 | 1. AFC-West | 20:27-Niederlage gegen New England Patriots Divisional |
| 1986     | 8  | 8  | 0 | 4. AFC-West | |
| 1987 A 3 | 5  | 10 | 0 | 4. AFC-West | |
| 1988     | 7  | 9  | 0 | 3. AFC-West | |
| 1989     | 8  | 8  | 0 | 3. AFC-West | |
| 1990     | 12 | 4  | 0 | 1. AFC-West | 20:10-Sieg gegen Cincinnati Bengals Divisional 3:51-Niederlage gegen Buffalo Bills AFC Championship Game                                                                                          |
| 1991     | 9  | 7  | 0 | 3. AFC-West | 6:10-Niederlage gegen Kansas City Chiefs Wildcard |
| 1992     | 7  | 9  | 0 | 4. AFC-West | |
| 1993     | 10 | 6  | 0 | 2. AFC-West | 42:24-Sieg gegen Denver Broncos Wildcard 23:29-Niederlage gegen Buffalo Bills Divisional |
| 1994     | 9  | 7  | 0 | 3. AFC-West | |
| 1995     | 8  | 8  | 0 | 3. AFC-West | |
| 1996     | 7  | 9  | 0 | 4. AFC-West | |
| 1997     | 4  | 12 | 0 | 4. AFC-West | |
| 1998     | 8  | 8  | 0 | 2. AFC-West | |
| 1999     | 8  | 8  | 0 | 3. AFC-West | |
| 2000     | 12 | 4  | 0 | 1. AFC-West | 27:0-Sieg gegen Miami Dolphins Divisional 3:16-Niederlage gegen Baltimore Ravens AFC Championship Game                                                                                            |
| 2001     | 10 | 6  | 0 | 1. AFC-West | 38:24-Sieg gegen New York Jets Wildcard 13:16-Niederlage gegen New England Patriots Divisional |
| 2002     | 11 | 5  | 0 | 1. AFC-West | 30:10-Sieg gegen New York Jets Divisional 41:24-Sieg gegen Tennessee Titans AFC Championship Game 21:48-Niederlage gegen Tampa Bay Buccaneers Super Bowl XXXVII                                   |
| 2003     | 4  | 12 | 0 | 3. AFC-West | |
| 2004     | 5  | 11 | 0 | 4. AFC-West | |
| 2005     | 4  | 12 | 0 | 4. AFC-West | |
| 2006     | 2  | 14 | 0 | 4. AFC-West | |
| 2007     | 4  | 12 | 0 | 4. AFC-West | |
| 2008     | 5  | 11 | 0 | 3. AFC-West | |
| 2009     | 5  | 11 | 0 | 3. AFC-West | |
| 2010     | 8  | 8  | 0 | 3. AFC-West | |
| 2011     | 8  | 8  | 0 | 3. AFC-West | |
| 2012     | 4  | 12 | 0 | 3. AFC-West | |
| 2013     | 4  | 12 | 0 | 4. AFC-West | |
| 2014     | 3  | 13 | 0 | 4. AFC-West | |
| 2015     | 7  | 9  | 0 | 3. AFC-West | |
| 2016     | 12 | 4  | 0 | 2. AFC-West | 14:27-Niederlage gegen Houston Texans Wildcard |
| 2017     | 6  | 10 | 0 | 3. AFC-West | |
| 2018     | 4  | 12 | 0 | 4. AFC-West | |
| 2019     | 7  | 9  | 0 | 3. AFC-West | |
| 2020     | 8  | 8  | 0 | 2. AFC-West | |
| 2021 A 4 | 10 | 7  | 0 | 2. AFC-West | 19:26-Niederlage gegen Cincinnati Bengals Wildcard |
| 2022     | 6  | 11 | 0 | 3. AFC-West | |
| 2023     | 8  | 9  | 0 | 2. AFC-West | |
| 2024     | 3  | 14 | 0 | 4. AFC-West | |

Anmerkungen

## Spieler

### Raiders in der Pro Football Hall of Fame
In der Pro Football Hall of Fame sind 16 Spieler und zusätzlich Besitzer und AFL Commissioner Al Davis, Head Coach John Madden und Tom Flores und Funktionär Ron Wolf vertreten, die ihre bedeutendste Zeit bei den Raiders verbracht haben. Insgesamt haben die Raiders 31 Hall of Famers.
| Trikotnummer | Name             | Position                   | Für Oakland/Los Angeles Aktiv | Jahr der Aufnahme |
| ------------ | ---------------- | -------------------------- | ----------------------------- | ----------------- |
| 77           | Ron Mix          | T                          | 1971                          | 1979              |
| 00           | Jim Otto         | C                          | 1960–1974                     | 1980              |
| 16           | George Blanda    | QB                         | 1967–1975                     | 1981              |
| 24           | Willie Brown     | CB                         | 1967–1978                     | 1984              |
| 63           | Gene Upshaw      | G                          | 1967–1982                     | 1987              |
| 14/24        | Fred Biletnikoff | WR                         | 1965–1978                     | 1988              |
| 78           | Art Shell        | T                          | 1968–1982                     | 1989              |
| 83           | Ted Hendricks    | LB                         | 1975–1983                     | 1990              |
| –            | Al Davis         | Besitzer, AFL Commissioner | 1963–2011                     | 1992              |
| 22           | Mike Haynes      | CB                         | 1983–1989                     | 1997              |
| 29           | Eric Dickerson   | RB                         | 1992                          | 1999              |
| 75           | Howie Long       | DE                         | 1981–1993                     | 2000              |
| 42           | Ronnie Lott      | S                          | 1991–1992                     | 2000              |
| 87           | Dave Casper      | TE                         | 1974–1980                     | 2002              |
| 32           | Marcus Allen     | RB                         | 1982–1992                     | 2003              |
| 80           | James Lofton     | WR                         | 1987–1988                     | 2003              |
| 76           | Bob Brown        | T                          | 1971–1973                     | 2004              |
| –            | John Madden      | Head Coach                 | 1969–1978                     | 2006              |
| 26           | Rod Woodson      | S                          | 2002–2003                     | 2009              |
| 80           | Jerry Rice       | WR                         | 2001–2004                     | 2009              |
| 99           | Warren Sapp      | DT                         | 2004–2007                     | 2013              |
| 8            | Ray Guy          | P                          | 1973–1986                     | 2014              |
| –            | Ron Wolf         | Funktionär                 | 1963–1974, 1979–1989          | 2015              |
| 81           | Tim Brown        | WR                         | 1988–2003                     | 2015              |
| 12           | Ken Stabler      | QB                         | 1970–1979                     | 2016              |
| 18           | Randy Moss       | WR                         | 2005–2006                     | 2018              |
| –            | Tom Flores       | Head Coach                 | 1979–1987                     | 2021              |
| 24           | Charles Woodson  | S, CB                      | 1998–2005, 2013–2015          | 2021              |
| 22           | Cliff Branch     | WR                         | 1972–1985                     | 2022              |
| 92           | Richard Seymour  | DE, DT                     | 2009–2012                     | 2022              |
| 21           | Eric Allen       | CB                         | 1998–2001                     | 2025              |

### Aktueller Kader
| Abkürzungen der Spieler-Positionen im American Football | Abkürzungen der Spieler-Positionen im American Football |
| ------------------------------------------------------- | --- |
| Offense                                                 | QB – Quarterback \| RB – Runningback \| FB – Fullback \| TE – Tight End \| E/WR – Wide Receiver \| T – Tackle \| G – Guard \| C – Center |
| Defense                                                 | DT – Defensive Tackle \| DE – Defensive End \| NT – Nose Tackle \| LB – Linebacker \| ILB – Inside Linebacker \| MLB – Middle Linebacker \| OLB – Outside Linebacker \| CB – Cornerback \| NB – Nickelback \| FS – Free Safety \| SS – Strong Safety |
| Special Teams                                           | K – Kicker \| P – Punter \| KS – Kicking Specialist \| KOS – Kickoff Specialist \| LS – Long Snapper \| RS – Return Specialist \| KOR/KR – Kick Returner \| PR – Punt Returner \| PP – Punt Protector                                                |

## Trainer (Head Coaches)

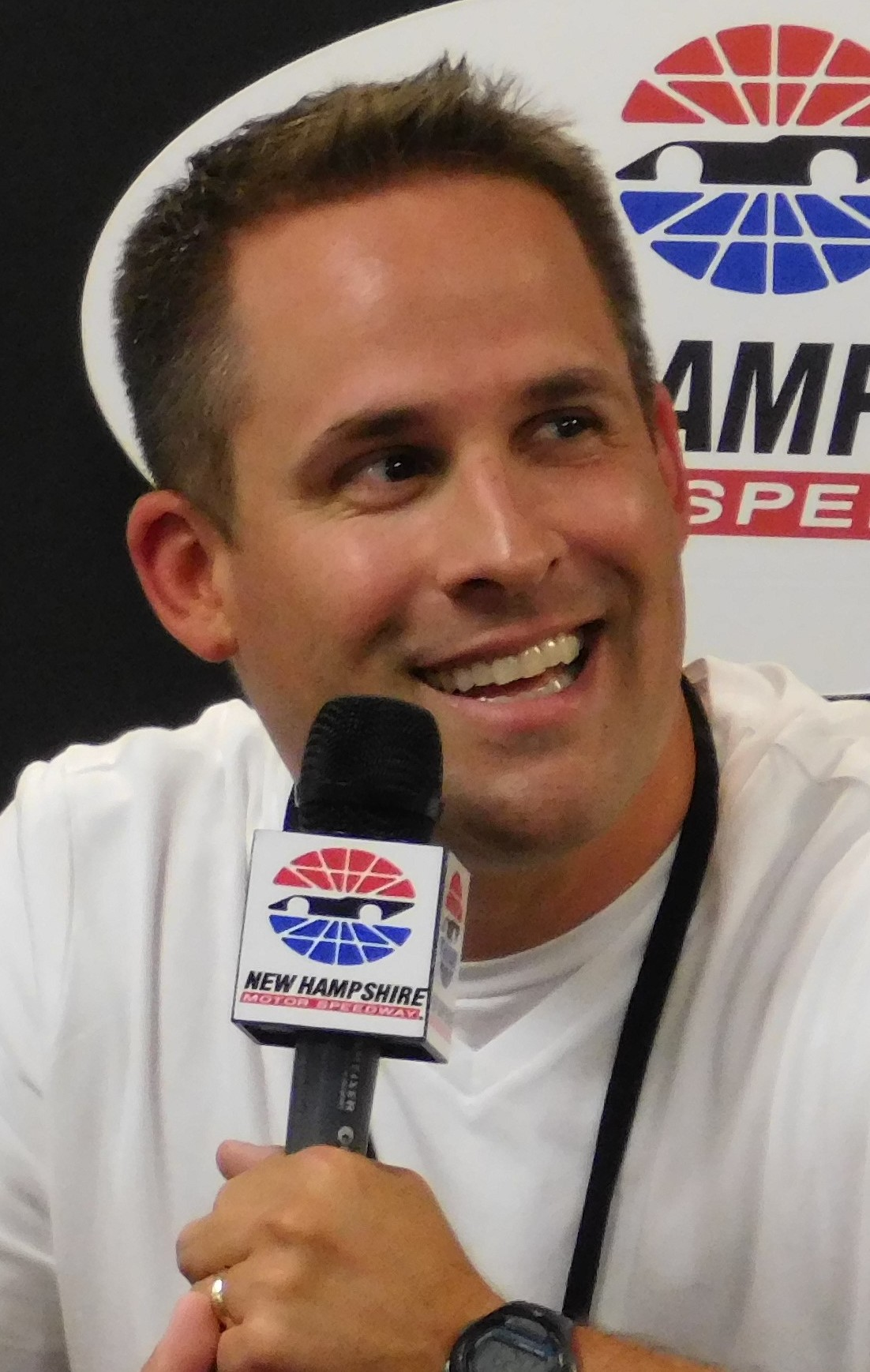
Josh McDaniels war bis 2023 Head Coach der Raiders.

| #         | Reihenfolge der Trainer                             |
| Spiele    | Spiele als Trainer                                  |
| S         | Siege                                               |
| N         | Niederlagen                                         |
| U         | Unentschieden                                       |
| Gewonnen% | Siegquote                                           |
| *         | Ausschließlich bei den Raiders als Head Coach aktiv |

| #                   | Name             | Zeitraum        | Regular Season  | Regular Season  | Regular Season  | Regular Season  | Regular Season  | Play-offs       | Play-offs       | Play-offs       | Erfolge/Auszeichnungen                                          | Referenz        |
| #                   | Name             | Zeitraum        | Spiele          | S               | N               | U               | Gewonnen%       | Spiele          | S               | N               | Erfolge/Auszeichnungen                                          | Referenz        |
| Oakland Raiders     | Oakland Raiders  | Oakland Raiders | Oakland Raiders | Oakland Raiders | Oakland Raiders | Oakland Raiders | Oakland Raiders | Oakland Raiders | Oakland Raiders | Oakland Raiders | Oakland Raiders                                                 | Oakland Raiders |
| ------------------- | ---------------- | --------------- | --------------- | --------------- | --------------- | --------------- | --------------- | --------------- | --------------- | --------------- | --------------------------------------------------------------- | --------------- |
| 1                   | Eddie Erdelatz*  | 1960–1961       | 16              | 6               | 10              | 0               | 0,375           | –               | –               | –               |                                                                 | [ 11 ]          |
| 2                   | Marty Feldman* 1 | 1961–1962       | 17              | 2               | 15              | 0               | 0,118           | –               | –               | –               |                                                                 | [ 12 ]          |
| 3                   | Bill Conkright*  | 1962            | 9               | 1               | 8               | 0               | 0,111           | –               | –               | –               |                                                                 | [ 13 ]          |
| 4                   | Al Davis*        | 1963–1965       | 42              | 23              | 16              | 3               | 0,590           | –               | –               | –               |                                                                 | [ 14 ]          |
| 5                   | John Rauch       | 1966–1968       | 42              | 33              | 8               | 1               | 0,805           | 4               | 2               | 2               | AFL Championship (1967)                                         | [ 15 ]          |
| 6                   | John Madden*     | 1969–1978       | 142             | 103             | 32              | 7               | 0,763           | 16              | 9               | 7               | Pro Football Weekly NFL Trainer des Jahres (1969) Super Bowl XI | [ 16 ]          |
| 7                   | Tom Flores       | 1979–1981       | 48              | 27              | 21              | 0               | 0,563           | 4               | 4               | 0               | Super Bowl XV                                                   | [ 17 ]          |
| Los Angeles Raiders |                  |                 |                 |                 |                 |                 |                 |                 |                 |                 |                                                                 |                 |
| –                   | Tom Flores       | 1982–1987       | 88              | 56              | 32              | 0               | 0,636           | 7               | 4               | 3               | Super Bowl XVIII                                                | [ 17 ]          |
| 8                   | Mike Shanahan    | 1988–1989       | 20              | 8               | 12              | 0               | 0,400           | –               | –               | –               |                                                                 | [ 18 ]          |
| 9                   | Art Shell* 2     | 1989–1994       | 92              | 54              | 38              | 0               | 0,587           | 5               | 2               | 3               | Pro Football Weekly NFL Trainer des Jahres (1990)               | [ 19 ]          |
| Oakland Raiders     |                  |                 |                 |                 |                 |                 |                 |                 |                 |                 |                                                                 |                 |
| 10                  | Mike White*      | 1995–1996       | 32              | 15              | 17              | 0               | 0,469           | –               | –               | –               |                                                                 | [ 20 ]          |
| 11                  | Joe Bugel        | 1997            | 16              | 4               | 12              | 0               | 0,250           | –               | –               | –               |                                                                 | [ 21 ]          |
| 12                  | Jon Gruden       | 1998–2001       | 64              | 38              | 26              | 0               | 0,594           | 4               | 2               | 2               |                                                                 | [ 22 ]          |
| 13                  | Bill Callahan*   | 2002–2003       | 32              | 15              | 17              | 0               | 0,469           | 3               | 2               | 1               |                                                                 | [ 23 ]          |
| 14                  | Norv Turner      | 2004–2005       | 32              | 9               | 23              | 0               | 0,281           | –               | –               | –               |                                                                 | [ 24 ]          |
| –                   | Art Shell*       | 2006            | 16              | 2               | 14              | 0               | 0,125           | –               | –               | –               |                                                                 | [ 19 ]          |
| 15                  | Lane Kiffin*     | 2007–2008       | 20              | 5               | 15              | 0               | 0,250           | –               | –               | –               |                                                                 | [ 25 ]          |
| 16                  | Tom Cable* 3     | 2008–2010       | 44              | 17              | 27              | 0               | 0,386           | –               | –               | –               |                                                                 | [ 26 ]          |
| 17                  | Hue Jackson      | 2011            | 16              | 8               | 8               | 0               | 0,500           | –               | –               | –               |                                                                 | [ 27 ] [ 28 ]   |
| 18                  | Dennis Allen*    | 2012–2014       | 36              | 8               | 28              | 0               | 0,222           | –               | –               | –               |                                                                 | [ 29 ]          |
| 19                  | Tony Sparano 4   | 2014            | 12              | 3               | 9               | 0               | 0,250           | –               | –               | –               |                                                                 | [ 30 ]          |
| 20                  | Jack Del Rio     | 2015–2017       | 48              | 25              | 23              | 0               | 0,521           | 1               | 0               | 1               |                                                                 | [ 31 ]          |
| –                   | Jon Gruden 5     | 2018–2021       | 53              | 22              | 31              | 0               | 0,415           | –               | –               | –               |                                                                 | [ 22 ]          |
| Las Vegas Raiders   |                  |                 |                 |                 |                 |                 |                 |                 |                 |                 |                                                                 |                 |
| 21                  | Rich Bisaccia*   | 2021            | 12              | 7               | 5               | 0               | 0,583           | 1               | 0               | 1               |                                                                 | [ 32 ]          |
| 22                  | Josh McDaniels 6 | 2022–2023       | 25              | 9               | 16              | 0               | 0,360           | –               | –               | –               |                                                                 | [ 33 ]          |
| 23                  | Antonio Pierce*  | 2023–2024       | 26              | 9               | 17              | 0               | 0,346           | –               | –               | –               |                                                                 | [ 34 ] [ 35 ]   |
| 24                  | Pete Carroll     | 2025–           | 0               | 0               | 0               | 0               | 0               | –               | –               | –               |                                                                 | [ 36 ] [ 37 ]   |

## Bilanzen und Rekorde
Las Vegas Raiders/Zahlen und Rekorde stellt wichtige Rekorde bei den Raiders und die Erstrunden Draft-Picks seit 1960 dar.